# Bostongurka

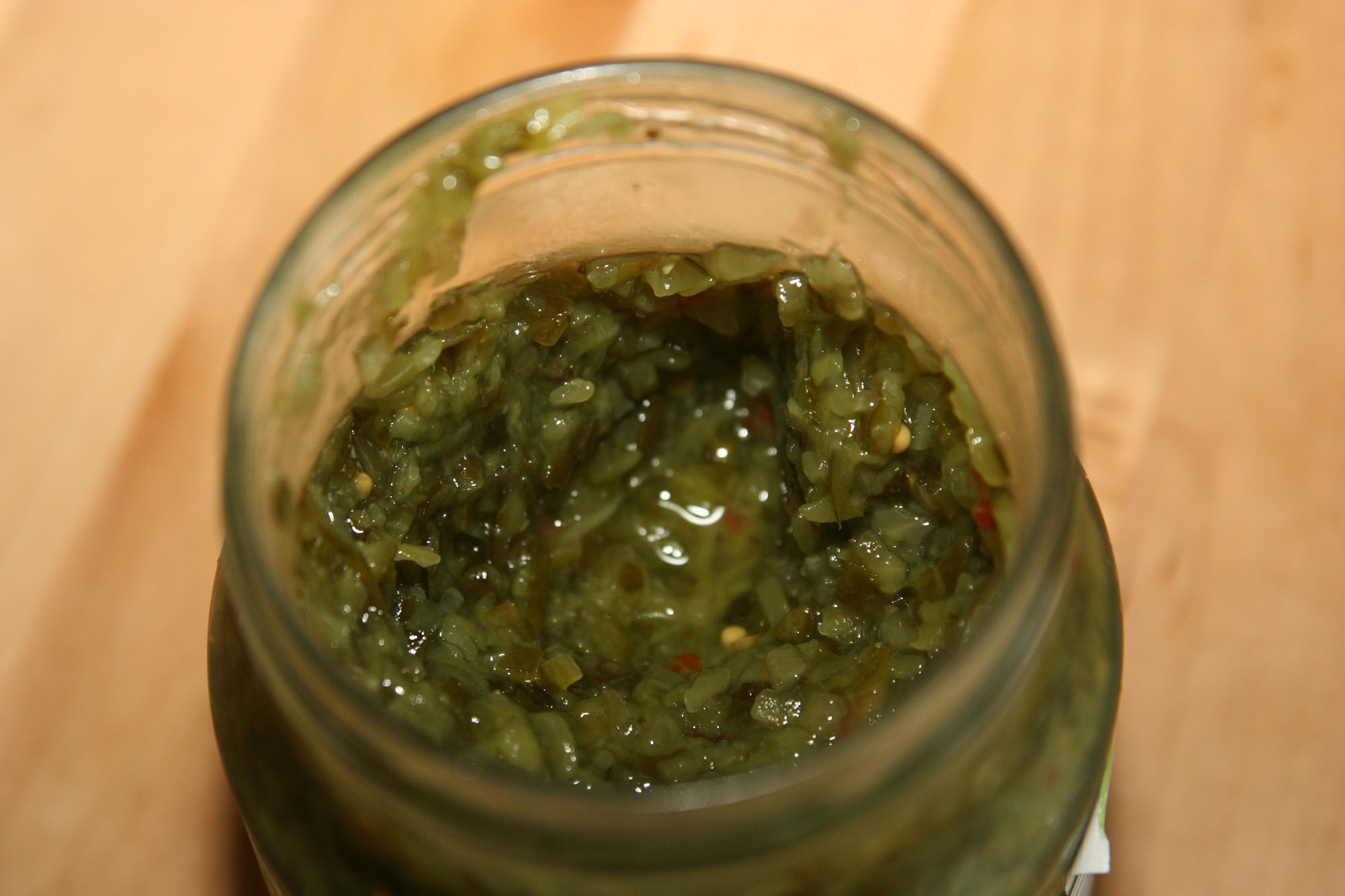
Burk med Bostongurka.

Bostongurka är ett varumärkesord för en inläggning som innehåller bland annat hackad gurka, lök, paprika, senapsfrö och andra kryddor. Bostongurka lanserades 1952 av AB Felix, som sedan registrerade det som varumärke 1979. Den finns i flera varianter och konkurrerande företag saluför liknande inläggningar under namn som hackad gurka och gurkmix.

## Historia
Bostongurka är en svensk uppfinning som kom till 1952 då Herbert Felix, dåvarande chef för AB Felix, ville ta vara på gurksnuttar i produktionen. Den nya gurkmixen var tänkt att användas till snabbmat, en tanke han fick efter en resa till USA. Efter att företaget haft en intern namntävling kom Herbert Felix sekreterare med det vinnande förslaget – Bostongurka.

## Varumärkesstrid
Bostongurka är sedan 1979 ett registrerat varumärke och tillhör Orkla Foods Sverige AB. År 1999 började Björnekulla att sälja en gurkmix som de kallade Bostongurka. Det ledde till att Felix dåvarande ägare Procordia drog Björnekulla inför rätta för varumärkesintrång. Björnekulla hävdade att varumärket degenererat och blivit en varutypbeteckning och inte längre kunde ägas som varumärke. Inför de rättsliga prövningarna gjordes flera undersökningar om allmänhetens och andra intressenters uppfattning om ordet.
Tingsrätten i Stockholm gick 2001 på Procordias linje och menade att ordet inte kunde anses vara generiskt, eftersom majoriteten av marknadsaktörerna, det vill säga konkurrenter och distributörer, visste att det var ett varumärke. Björnekulla valde att överklaga till Svea hovrätt. Hovrätten skickade frågan till EG-domstolen, som i ett förhandsutlåtande år 2004 gav ett visst stöd åt Björnekullas möjlighet att använda ordet bostongurka eftersom de menade att det var viktigare att majoriteten av brukarna såg "bostongurka" som ett ord för en typ av livsmedel.
Efter sex års rättslig tvist, och innan hovrätten kom med ett utslag, nådde slutligen parterna förlikning så att det aldrig kom ett domslut. Björnekulla slutade använda ordet "bostongurka" om sina produkter, och Procordia fortsätter hävda att det är ett varumärke. Några månader efter förlikningen ändrade Björnekulla namnet på sin produkt till hackad gurka.